# Doleschallia nacar
Doleschallia nacar är en fjärilsart som beskrevs av Jean Baptiste Boisduval 1832. Doleschallia nacar ingår i släktet Doleschallia och familjen praktfjärilar. Inga underarter finns listade i Catalogue of Life.